# Hedvig Karakas
Hedvig Karakas (Szolnok, 21 febbraio 1990) è una judoka ungherese.
Nel 2012 ha partecipato ai Giochi olimpici di Londra 2012 nella categoria -57 kg, perdendo per shido il match valido per la medaglia di bronzo contro la francese Automne Pavia.
Nel 2016 ha preso parte per la seconda volta ai Giochi olimpici, questa volta a Rio de Janeiro, perdendo ai ripescaggi contro la rappresentante di Cina Taipei Lien Chen-Ling.

## Palmarès
- Mondiali

Rotterdam 2009: bronzo nei 57 kg.
- Europei

Tblisi 2009: bronzo nei 57 kg.
Vienna 2010: bronzo nei 57 kg.
Praga 2020: oro nei 57 kg.
- Giochi europei

Baku 2015: argento nei 57 kg.
- Campionati mondiali juniores

Parigi 2009: oro nei 57 kg.
- Campionati europei juniores

Zagabria 2005: bronzo nei 52 kg.
Praga 2007: argento nei 57 kg.
Varsavia 2008: argento nei 57 kg.
Yerevan 2009: oro nei 57 kg.
- Campionati europei cadetti

Salisburgo 2005: oro nei 52 kg.
Miskolc 2006: oro nei 52 kg.

### Vittorie nel circuito IJF
| Data              | Località | Paese      | Categoria  |
| ----------------- | -------- | ---------- | ---------- |
| 10 ottobre 2014   | Astana   | Kazakistan | Grand Prix |
| 20 settembre 2019 | Tashkent | Uzbekistan | Grand Prix |